# Паленсія
Паленсія (ісп. Palencia) — місто в центральній Іспанії, адміністративний центр провінції Паленсія. Згідно з переписом населення 2009 року, у Паленсії на той рік мешкало 83 тис. осіб. Місто є важливим промисловим центром регіону.
Місто було засноване під назвою «Палантія» на березі річки Карріон в I столітті до н. е. В IV столітті воно було завойоване вестготами, від яких збереглась найстаріша в Іспанії християнська церква — базиліка Сан-Хуан-Баутіста (за 12 км від міста в селі Вента-де-Бакос). В 1212 році Альфонсо VIII Кастильський заснував в місті перший в Іспанії університет, який пізніше був перенесений до Саламанки.
Головна споруда міста — собор Ла-Белья-Десконсіда, фактично скопійований з Бургоського собору.

## Релігія
- Центр Паленсійської діоцезії Католицької церкви.

## Відомі мешканці
- Дієго Фернандес де Паленсія — іспанський і перуанський історик 16 століття.

## Міста побратими
- Бурж
- Токіо